# Tres Olivos
Tres Olivos es un área residencial del municipio de Madrid que forma parte del barrio de Valverde en el distrito de Fuencarral-El Pardo. Está situado al este (derecha) de la autovía M-607, al norte del casco histórico de Fuencarral y al oeste (izquierda) de la línea férrea Madrid-Burgos. Al sur tiene la M-30 y La Paz.
Su construcción se inició a mediados de la década de 1990, alcanzando la madurez en unos diez años (años 2000). Su desarrollo urbanístico es anterior al de los PAU (Programa de Actuación Urbanística), correspondientes al Plan General de Ordenación Urbana de Madrid aprobado en 1997. Tres Olivos colinda al norte con Montecarmelo y al este con Las Tablas.
Tres Olivos integró en su área residencial la urbanización "Nuevo Toboso", de construcción anterior, diseñada por el arquitecto Casto Fernández Shaw y cuyos nombres de calles están relacionadas con El Quijote: Aldonza Lorenzo (vía prolongación de Perindolas y que fue renombrada a partir del antiguo corral de ovejas), Alonso Quijano, Bella Altisidora, Caballero de la Blanca Luna, Caballero de la Mancha, Caballero de la Triste Figura, Caballero de los Espejos, Caballero de los Leones, Campo de Calatrava, Campo de Montiel, Cardenio, Casildea de Vandalia, Condesa Trifaldi, Cueva de Montesinos, Dorotea, Ingenioso Hidalgo, Ínsula Barataria, Luscinda, Princesa Micomicona, Reino de Candaya, Retablo de Melisendra, Rocinante y Sanchica.
La zona de Tres Olivos está incluida proyecto de transformación urbana Madrid Nuevo Norte.

## Topografía
Topográficamente, el terreno está constituido por ligeras colinas que descienden hacia el noroeste con una vaguada central. denominada "del Horno del Tejar". que salva una altura de unos 18 metros con una longitud aproximada de 600 metros. Otra vaguada menor parte del límite este y desciende hasta el oeste. hasta encontrarse con la anterior. Así pues. el terreno presenta. en general. una suave pendiente de este a oeste y otra, más acusada. que desciende de norte a sur. 

## Estructura
La red viaria configura el barrio alrededor de una gran plaza central. "de Los Tres Olivos". De esta plaza parten, de forma radial, cuatro vías que conectan a aquella con los barrios limítrofes: urbanización "Nuevo Toboso", casco antiguo de Fuencarral. y con las vías de comunicación con el resto de la ciudad: carretera de Colmenar. carretera de Fuencarral a El Pardo y calle de Nuestra Señora de Valverde. El viario interno se diseñó en forma de anillos alrededor de la plaza central, lo que permite el acceso a las diferentes zonas del barrio sin tener que pasar necesariamente por aquella.

## Transportes

### Autobuses
Las líneas 66 y 137 de la EMT dan servicio al barrio. También da servicio al barrio los fines de semana y festivos el SE704, y por las noches, en el barrio se adentra la línea de bus nocturno N24

### Metro
La estación de Tres Olivos de la línea 10 une el barrio a la red del Metro de Madrid.

## Equipamientos sociales

#### Educativos
- Colegio Tres Olivos: centro concertado especializado en la integración escolar y social de niños con discapacidad auditiva. Cuenta con las etapas de educación infantil (1º y 2º ciclo), educación primaria, educación secundaria obligatoria, bachillerato y formación profesional.
- Colegio de Educación Infantil y Primaria Vasco Núñez de Balboa.
- Escuela de Educación Infantil la Rosa del Azafrán, dependiente de la Comunidad de Madrid
- Colegio de Educación Especial Aleph para la atención integral de niños con autismo, financiado por Caja Madrid.[3]
- Centro Ocupacional Tres Olivos de la Fundación Síndrome de Down para jóvenes, en régimen de día y con residencia.[4]

#### Deportivos
- Campo de Rugby de Tres Olivos. Sede del Club de Rugby Fuencarral, Osos del Pardo y San Isidro Rugby. Consta de un campo de rugby de 10.000 metros cuadrados con grada para más de 300 personas, además de vestuarios, aseos públicos, cuartos de instalaciones y almacén, un espacio para oficinas y zona de aparcamiento.[5]
- Pádel 3 Olivos. Siete pistas, cuatro de ellas techadas.
- Áreas de juego infantíl y equipamientos de gimnasia de mantenimiento para personas mayores.
- Campo municipal al aire libre con instalaciones para baloncesto y voleibol.

#### Otros
- Iglesia católica de la Beata María Ana Mogas.